# 飓风菲乔
飓风菲乔（英語：Hurricane Fico）是1978年太平洋飓风季中持续时间最长的飓风，也创下太平洋飓风持续时长的新纪录，该纪录保持了14年才被1992年的飓风蒂娜打破。菲乔源于7月9日墨西哥近海的一股热带扰动，是本季第6场热带风暴、第4场飓风和第3场大型飓风。系统向西北方向移动，之后转向西进，很快就于7月12日达到风力时速220公里的最高强度。菲乔接下来几天里基本朝正西方向前进，其强度波动幅度甚大，跨度范围在萨菲尔-辛普森飓风等级下的一级至四级飓风之间，于7月20日以持续风速每小时185公里强度在夏威夷州以南约275公里海域经过。飓风转向西北，因行经洋面水温降低而缓慢减弱，于7月28日在中途岛东北方向海域转变成温带气旋。
菲乔和南半球的另一场风暴一起产生强烈的涌浪，夏威夷群岛普遍出现大浪。大浪摧毁了一幢房屋，还对夏威夷岛南岸沿线构成相当严重的破坏。风暴没有造成人员丧生，损失总额约为20万美元（1978年美元）。

## 气象历史
7月3日，阿卡普尔科以南约835公里海域有热带扰动持续存在。系统稳步西进，并因水温达到27°C而逐渐组织。系统中发展出环流，于7月9日在阿卡普尔科西南方向约930公里洋面组织成第七号热带低气压。低气压转向西北偏西，虽有小幅减弱，但很快就得到进一步发展，于7月10日在下加利福尼亞半島最南端以南约1200公里海域达到热带风暴标准并获名“菲乔”（Fico）。
达到热带风暴强度后，菲乔转向西北，行经海域水温逐渐升高。气旋迅速增强，在获命名18小时后就升级成飓风。系统转向西北偏西，其中心发展出层次分明的风眼，并且还在继续快速增强。成为飓风仅24小时后，菲乔就达到萨菲尔-辛普森飓风等级下的四级飓风标准，并于7月12日在下加利福尼亚半岛最南端的卡波圣卢卡斯（Cabo San Lucas）西南方向约1030公里洋面达到风力时速220公里的最高强度。风暴存在期间，其风眼直径约为56公里左右。
气旋朝接近正西方向前进，在最高强度下保持了约12小时，然后开始因行经海域水温降低而减弱。7月14日，飓风经过水温26°C海域，其结构变得混乱，风速降至每小时150公里。此后不久，菲乔行经洋面的水温又升至28°C，风速也于7月15日达到每小时215公里。接下来48小时里，风暴强度有小幅波动，风速一度降至每小时195公里，但很快又回升到215公里。7月17日，飓风再度开始减弱，风力时速在菲乔进入中太平洋飓风中心预警责任区后降至140公里。风暴再一次缓慢强化，于7月20日达到三级飓风标准，并从夏威夷岛以南约275公里洋面经过。气旋转向西北，朝一股上层低压槽逼近，在风速每小时185公里强度下保持了约36小时后再度缓慢减弱。7月27日，菲乔因行经海域水温渐低而在中途岛东北偏东方向约60公里洋面降级成热带风暴。次日，菲乔进一步弱化成热带低气压，于7月28日晚转向北上后转变成温带低气压。风暴残留被逐渐逼近的冷锋吸收，于7月31日从阿拉斯加州以南近海掠过。冷湾东南部多艘船只报告遭遇气旋残留关联的狂风暴雨。

## 影响

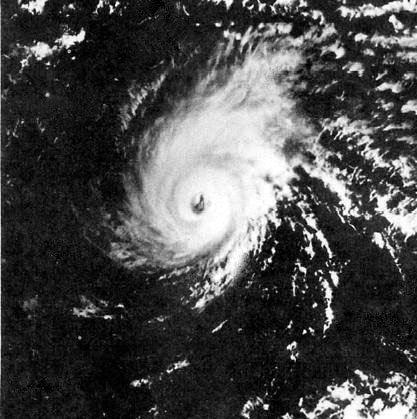
7月20日，位于夏威夷州以南的飓风菲乔。

菲乔自始至终没有登陆，但飓风产生了强烈的东南偏东向涌浪，与南半球另一风暴产生的强烈南向涌浪共同影响，在夏威夷州海岸沿线产生强烈的拍岸浪。民防官员报告海上出现高达9.1米的狂浪。夏威夷岛出现6米高的破碎波，东茂宜岛的浪高达到3.7米。欧胡岛南部和考艾岛的浪高也略高于正常水平。飓风周边的多艘船只测得大浪和中等强度风力，其中一艘船测得高达12.5米的涌浪。恶劣的海况将一艘20米长的拖船冲到库库尤拉（Kukuiula）的礁石上。哈纳雷（Hanalei）近海一艘单桅帆船失去辅助动力，无法在菲乔产生的强风中前进，幸运的是，船上6人均获海军鱼雷艇救援。受飓风影响，信风梯度很大，夏威夷群岛的风力时速普遍在95公里以上。气旋还在欧胡岛产生150毫米降雨。
飓风从夏威夷州以南经过数天前，菲乔产生的大浪就令夏威夷岛东部出现海滩洪灾。大浪之后还对夏威夷岛海岸沿线的多幢海滨别墅和多条道路构成相当程度破坏。海浪摧毁了普纳（Puna）的一套民宅，考乌（Kau）还有一幢海滩展馆受到破坏。夏威夷州有3位市长在风暴过后发布灾害声明。茂宜岛因中等强度海浪影响导致多条沿海公路被淹，不过该岛没有受到破坏。时速95公里的大风令夏威夷群岛多地树木倒塌，导致部分地区停电。整场飓风一共造成了价值20万美元（1978年美元）的损失。

## 纪录和命名
菲乔作为东北太平洋热带气旋的持续时间达20天（468小时），打破有可靠卫星监测纪录以来1972年飓风塞莱斯特保持的16天纪录。菲乔在飓风强度下保持了17天，这也打破了塞莱斯特保持的10天纪录。不过，这两项纪录之后都被1992年的飓风蒂娜打破。此外，菲乔的行经距离长达9700公里，在有纪录以来的所有太平洋飓风中也属最长之列。
名称“菲乔”只在为这场飓风命名时使用过，之后便予除名，永远都不会再在东北太平洋风暴命名时采用，用来取代的新名称是“法比奥”（Fabio），于1982年首度采用。名称除名的原因并不确定，有可能是因为飓风造成的破坏程度，也有可能是发音上存在问题，例如会在另一种语言中代表某种无法为社会接受的含义，或是这一名称代表人类史上的另一场重大灾难。